# Тотнес
Тотнес (нід. Totness) - місто в Суринамі, адміністративний центр округу Короні. Населення становить близько 1700 чоловік.
Колись Тотнес був шотландським поселенням.